# Exposició d'informàtica
Una fira o exposició d'informàtica és una fira o exposició on es mostren productes tecnològics, electrònics i ordinadors.
Algunes de les més importants són:
- CeBIT
- COMDEX
- Computex
- Computer World Expo
- HostingCon
- Interop
- LinuxTag
- Macworld Conference & Expo
- SIMO